# Neuquén (provincie)
Neuquén is een van de 23 provincies van Argentinië, gelegen in het midden van het land. Het is gelegen in het meest noordelijke deel van Patagonië.
De provinciale hoofdstad is de gelijknamige stad Neuquén.
De provincie grenst aan Chili en de Andes in het westen.

## Departementen
De provincie is onderverdeeld in 16 departementen (departamentos).

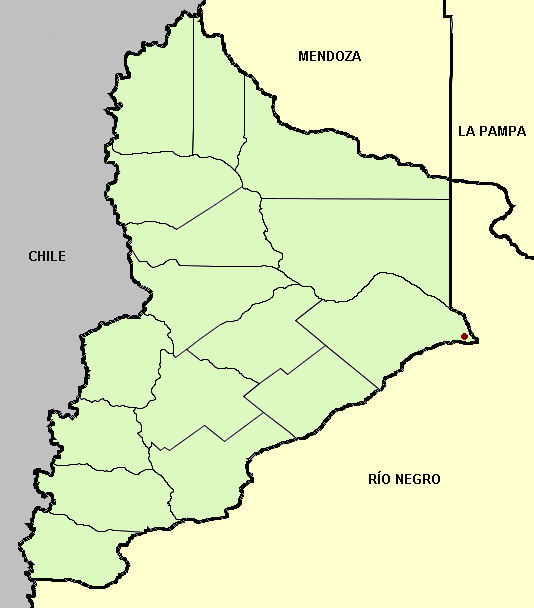
Bestuurlijke indeling van de provincie Neuquén en haar hoofdstad

| Nr. | Departement | Departement | Hoofdplaats             | Inwoners | Oppervlakte |
| --- | ----------- | ----------- | ----------------------- | -------- | ----------- |
| 1   |             | Aluminé     | Aluminé                 | 6.308    | 4.660 km²   |
| 2   |             | Añelo       | Añelo                   | 7.554    | 11.655 km²  |
| 3   |             | Catán Lil   | Las Coloradas           | 2.469    | 5.490 km²   |
| 4   |             | Chos Malal  | Chos Malal              | 14.185   | 4.330 km²   |
| 5   |             | Collón Curá | Piedra del Águila       | 4.395    | 5.730 km²   |
| 6   |             | Confluencia | Neuquén                 | 314.793  | 7.352 km²   |
| 7   |             | Huiliches   | Junín de los Andes      | 12.700   | 4.012 km²   |
| 8   |             | Lácar       | San Martín de los Andes | 24.670   | 4.930 km²   |
| 9   |             | Loncopué    | Loncopué                | 6.457    | 5.506 km²   |
| 10  |             | Los Lagos   | Villa La Angostura      | 8.654    | 4.230 km²   |
| 11  |             | Minas       | Andacollo               | 7.072    | 6.225 km²   |
| 12  |             | Ñorquín     | El Huecú                | 4.628    | 5.545 km²   |
| 13  |             | Pehuenches  | Buta Ranquil            | 13.765   | 8.720 km²   |
| 14  |             | Picún Leufú | Picún Leufú             | 4.580    | 4.580 km²   |
| 15  |             | Picunches   | Las Lajas               | 6.427    | 4.580 km²   |
| 16  |             | Zapala      | Zapala                  | 35.806   | 5.200 km²   |